# Gaia BH3
Gaia BH3 ist ein Doppelsternsystem, das aus einem Gelben Zwerg und einem Schwarzen Loch besteht. Es befindet sich innerhalb der Milchstraße im Sternbild Adler und ist knapp 1930 Lichtjahre von der Erde entfernt. Mit Stand 2024 ist es das zweit massereichste Schwarze Loch in der Nähe zur Erde. Es handelt sich um das bisher einzige Schwarze Loch, das im Sternkatalog Gaia DR4 entdeckt wurde.